# Grevillea iaspicula
Grevillea iaspicula  es una especie de arbusto  del gran género  Grevillea perteneciente a la familia  Proteaceae. Es originaria de  Nueva Gales del Sur en Australia.

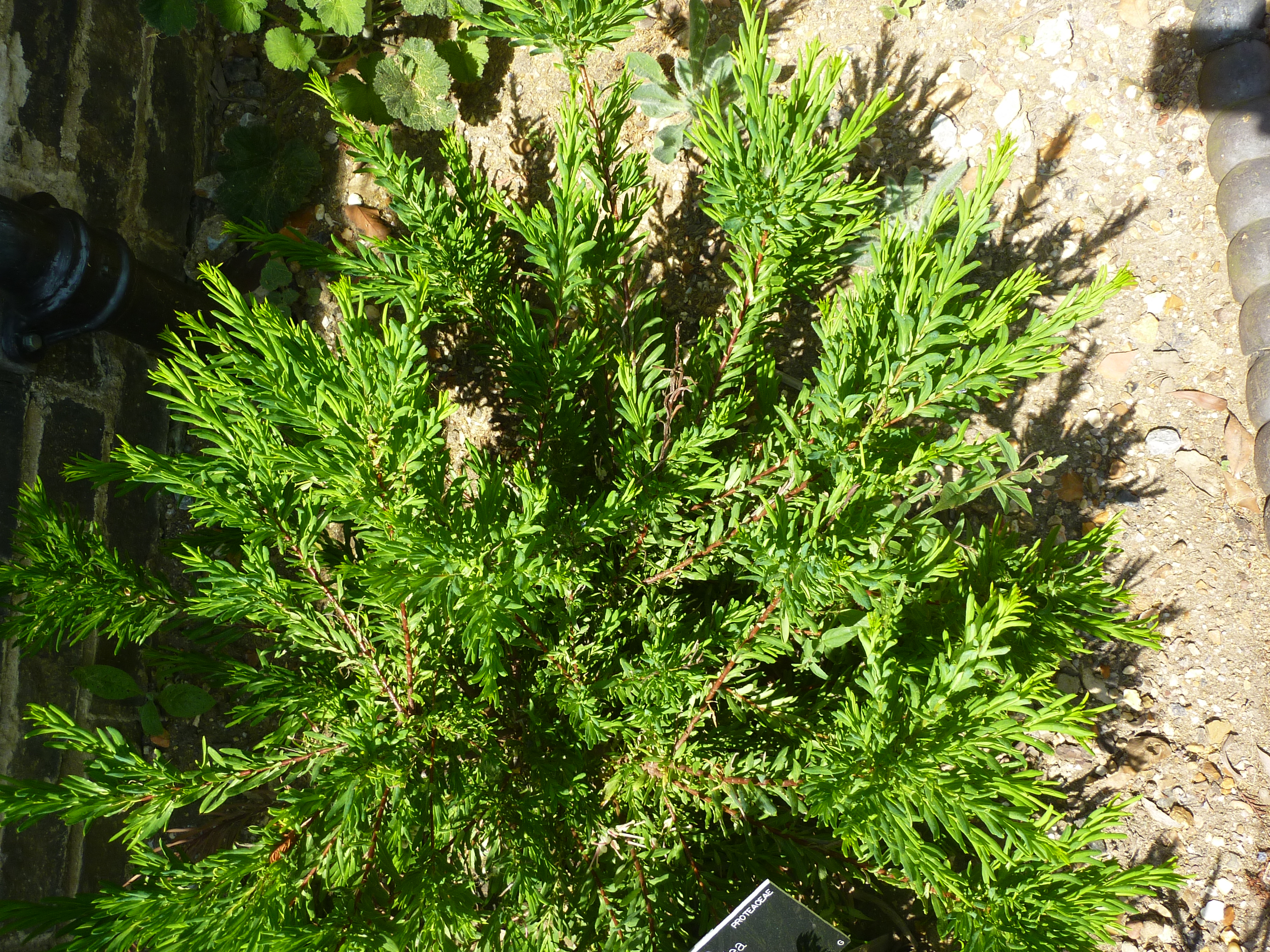
Planta

## Descripción
Grevillea iaspicula alcanza un tamaño de entre 1,2 y 2,5 metros de altura. Las hojas son entre 2 y 3 cm de longitud y tienen recurvados los márgenes. Las inflorescencias están ramificadas, colgantes y aparecen desde finales de otoño a primavera. Los periantos son de color verde o de color crema, rojo de rosa claro y los estilos son de color rosa o rojo. Estos son seguidos por los folículos pilosos.

## Distribución
Grevillea iaspicula se produce en una zona restringida en Wee Jasper y cerca del Lago Burrinjuck entre la piedra caliza a base de afloramientos rocosos. Muchas poblaciones se encuentran en terrenos privados.

## Ecología
La especie se cree que es polinizada por las aves.

## Estado de conservación
Grevillea iaspicula está listado como "en peligro crítico" a nivel nacional ( Protección del Medio Ambiente y la Conservación de la Biodiversidad 1999 ) y "en peligro" a nivel estatal ( Ley de Conservación de Especies Amenazadas de 1995 (NSW)). Amenazas potenciales incluyen el pastoreo, las malezas, el fuego y la sequía. Se cree que la supervivencia de la especie en la naturaleza es poco probable y que necesita la intervención humana para aumentar artificialmente la población.

## Cultivo
La especie sólo ha sido puesta en cultivo en los últimos tiempos y las plantas aún no están ampliamente disponibles más allá de los viveros especializados. Presenta una serie de cualidades que la convierte en un candidato adecuado para muchos jardines, incluyendo la adaptabilidad a una variedad de tipos de suelo, capacidad de respuesta a la poda y la resistencia a heladas muy fuertes. Las plantas pueden ser propagadas por estacas.

## Taxonomía
Grevillea excelsior fue descrita por Donald McGillivray y publicado en New Names Grevillea 7. 1986.
Etimología
Grevillea, el nombre del género fue nombrado en honor de Charles Francis Greville, cofundador de la Royal Horticultural Society.
El epíteto específico aspicula se deriva de las palabras latinas iaspis (Jasper) y ul ( pequeña), se refiere a la localidad donde se recolectó la especie tipo (en Wee Jasper).
En Flora of Australia (1999), la especie es posicionada dentro del género Grevillea según el siguiente árbol jerárquico:
Grevillea (género)
Floribunda Grupo
Rosmarinifolia Subgrupo
Grevillea iaspicula
Grevillea jephcottii
Grevillea lanigera
Grevillea baueri
Grevillea rosmarinifolia
Grevillea divaricata